# Nancy Kruse
Pour les articles homonymes, voir Kruse (homonymie).
Nancy Kruse est une réalisatrice, scénariste et animatrice américaine. Elle est principalement connue pour son travail sur Les Simpson. Elle a commencé à travailler sur l'émission dans la première saison comme artiste d'ordonnancement. Après, elle a fait des plans des décors et des plans des personnages pendant plusieurs années avant de devenir une assistante réalisatrice. Elle a commencé à réaliser dans la saison 10.

## Filmographie

### Réalisatrice
| Année | Titre français                      | Titre original                         | Saison | Épisode | Scénariste                           |
| ----- | ----------------------------------- | -------------------------------------- | ------ | ------- | ------------------------------------ |
| 1999  | Les Simpson dans la Bible           | Simpsons Bible Stories                 | 10     | 18      | Tim Long, Larry Doyle et Matt Selman |
| 1999  | La Critique du lard                 | Guess Who's Coming to Critcize Dinner? | 11     | 3       | Al Jean                              |
| 2000  | Il était une « foi »                | Faith Off                              | 11     | 11      | Frank Mula                           |
| 2000  | Tais-toi et danse !                 | Last Tap Dance in Springfield          | 11     | 20      | Julie Thacker                        |
| 2001  | Homer fait la grève de la faim      | Hungry, Hungry Homer                   | 12     | 15      | John Swartzwelder                    |
| 2002  | Austère Homer                       | Jaws Wired Shut                        | 13     | 9       | Matt Selman                          |
| 2003  | La Reine de l'orthographe           | I'm Spelling as Fast as I Can          | 14     | 12      | Kevin Curran                         |
| 2003  | Une mamie hors la loi               | My Mother the Carjacker                | 15     | 2       | Michael Price                        |
| 2003  | Enfin clown                         | Today I Am a Clown                     | 15     | 6       | Joel H. Cohen                        |
| 2004  | Coup de poker                       | The Ziff Who Came to Dinner            | 15     | 14      | Dan Castellaneta et Deb Lacusta      |
| 2005  | Papy fait de la contrebande         | Midnight Rx                            | 16     | 6       | Marc Wilmore                         |
| 2005  | Mariage à tout prix                 | There's Something About Marrying       | 16     | 10      | J. Stewart Burns                     |
| 2005  | Homer maire !                       | See Homer Run                          | 17     | 16      | Stephanie Gillis                     |
| 2006  | L'Indomptable                       | We're on the Road to D'ohwhere         | 17     | 11      | Kevin Curran                         |
| 2006  | Échec et math pour les filles       | Girls Just Want to Have Sums           | 17     | 19      | Matt Selman                          |
| 2007  | Mariage plus vieux, mariage heureux | Rome-old and Juli-eh                   | 18     | 15      | Daniel Chun                          |
| 2007  | Maris et larmes                     | Husbands and Knives                    | 19     | 7       | Matt Selman                          |
| 2008  | Tragédie bovine                     | Apocalypse Cow                         | 19     | 17      | Jeff Westbrook                       |
| 2008  | Échange de mots croisés             | Homer and Lisa Exchange Cross Words    | 20     | 6       | Tim Long                             |
| 2009  | Mini Minette Maya Moe               | Eeny Teeny Maya Moe                    | 20     | 16      | John Frink                           |
| 2009  | Le Diable s'habille en nada         | The Devil Wears Nada                   | 21     | 5       | Tim Long                             |
| 2010  | Bart-ball                           | MoneyBART                              | 22     | 3       | Tim Long                             |

### Scénariste
- 2013 : À cheval ! de Lauren MacMullan
- 2016-2017 : Rick et Morty
- 2021 :   Encanto de Byron Howard et Jared Bush (Head Of Story)

### Animatrice
- 1989-2005 : Les Simpson (57 épisodes)
- 1990 : Do the Bartman
- 1994 : Profession : critique (1 épisode)
- 2012 : Les Mondes de Ralph
- 2007 : Les Simpson, le film

### Storyboardeuse
- 2002-2005 : Les Simpson (5 épisodes)
- 2012 : Les Mondes de Ralph
- 2013 : À cheval !